# 图雷亚
图雷亚（Tureia）是法国海外集体法屬玻里尼西亞土阿莫土-甘比尔群岛行政区的一个市镇，领土涵盖同名环礁及泰马唐伊环礁和瓦納瓦納環礁。穆鲁罗瓦环礁和方阿陶法环礁曾隶属于该市镇，自1964年起归法国政府管辖，之后用作核试验场。

## 地理
图雷亚（20°49'31"S, 138°32'45"W）面积8 平方千米，位于法国海外集体法屬玻里尼西亞土亞莫土群島。
由于图雷亚领土为海洋中的环礁，故不与任何市镇接壤。

## 行政
图雷亚的邮政编码为98784，INSEE市镇编码为98755。

## 政治
图雷亚的现任市长为泰瓦希内海普阿·布兰德（Tevahineheipua Brander）先生，任期为2020-2026年。

## 人口
图雷亚于2022年时的人口数量为261人。